# Peterbauernbach
Der Peterbauernbachbach ist ein linker Zufluss der Isar in der Gemeinde Wackersberg im oberbayerischen Landkreis Bad Tölz-Wolfratshausen. Er mündet nach kurzem Lauf in den Isarstausee Tölz.